# Ладигін Микола Львович
Микола Львович Лади́гін (нар. 20 травня 1954, Курган) — український і радянський хокеїст, захисник.

## Біографія
Вихованець курганської хокейної школи. З 19 років захищав кольори клубів Торпедо (Мінськ), СКА МВО (Липецьк) й іжевської «Іжсталі».
У чемпіонаті 1977/78 дебютував у складі київського «Сокола». У тому сезоні кияни посіли друге місце у першій лізі та здобули путівку до еліти радянського хокею. Бронзовий призер чемпіонату СРСР 1984/85. За «Сокіл» виступав до 1986 року. Всього провів у вищій лізі чемпіонату СРСР 287 матчів, закинув 28 шайб, зробив 39 результативних передач.
В подальшому захищав кольори клубів ШВСМ (Київ), «Олімпія» (Любляна, Югославія) і «Дамфріс Вікінгс» (Велика Британія). Завершив виступи на хокейних майданчиках у 1998 році.
З 1997 по 2012 рік працював скаутом по європейським країнам клубів Національної хокейної ліги «Калгарі Флеймс», «Нью-Йорк Айлендерс» і «Торонто Мейпл-Ліфс».

## Статистика
| Сезон               | Команда             | Ліга                | І   | Г  | П  | 0  | Штр |
| ------------------- | ------------------- | ------------------- | --- | -- | -- | -- | --- |
| 1977/78             | «Сокіл» (Київ)      | перша               | 49  | 6  | 10 | 16 |     |
| 1978/79             | «Сокіл» (Київ)      | вища                | 27  | 2  | 1  | 3  | 10  |
| 1979/80             | «Сокіл» (Київ)      | вища                | 38  | 2  | 7  | 9  | 20  |
| 1980/81             | «Сокіл» (Київ)      | вища                | 34  | 3  | 1  | 4  | 24  |
| 1981/82             | «Сокіл» (Київ)      | вища                | 53  | 5  | 7  | 12 | 36  |
| 1982/83             | «Сокіл» (Київ)      | вища                | 44  | 6  | 8  | 14 | 40  |
| 1982/83             | «Сокіл» (Київ)      | вища                | 42  | 6  | 8  | 14 | 36  |
| 1984/85             | «Сокіл» (Київ)      | вища                | 39  | 3  | 7  | 10 | 18  |
| 1985/86             | «Сокіл» (Київ)      | вища                | 10  | 1  | 0  | 1  | 8   |
| Усього у вищій лізі | Усього у вищій лізі | Усього у вищій лізі | 287 | 28 | 39 | 67 | 192 |